# Камјанечки рејон
Камјанечки рејон (блр. Камянецкі раён; рус. Каменецкий район) административна је јединица другог нивоа на крајњем западу Брестске области и Републике Белорусије.
Административни центар рејона је град Камјанец.

## Географија
Камјанечки рејон обухвата територију површине 1.687,11 км² и на 10. је месту по површини међу рејонима Брестске области. Рејон се граничи са Пружанским рејоном на истоку, на југоистоку је Кобрински, а на југу  су Жабинкавски и Брестски рејон. На западу је Република Пољска, а на северу Свислачки рејон Гродњенске области.
Територија рејона је благо заталасана, максималне висине до 198 м. Најважнији водоток је река Буг са притоком Љаснаја. Око 27% територије рејона је под шумама.

## Исторја
Рејон је основан 15. јануара 1940, а у садашњим границама налази се од 1962. године.

## Демографија
Према резултатима пописа из 2009. на том подручју стално је било насељено 39.143 становника или у просеку 23,2 ст/км².
| 1959.  | 1970.  | 1979.  | 1989.  | 1999.  | 2009.  |
| ------ | ------ | ------ | ------ | ------ | ------ |
| 54.904 | 51.178 | 45.148 | 43.528 | 43.723 | 39.143 |

Основу популације чине Белоруси (83,19%), Украјинци (7,36%), Руси (6,71%), Пољаци (1,72%) и остали (1,02%).
Административно рејон је подељен на подручје градова Камјанец (уједно и административни центар рејона) и Високаје, те на 13 сеоских општина. На територији рејона постоји укупно 236 насељених места.